# Cereté
Cereté è un comune della Colombia facente parte del dipartimento di Córdoba.
Il centro abitato venne fondato da un gruppo di gesuiti nel 1721, mentre l'istituzione del comune è del 1940.